# 四番隊
一般社団法人四番隊（よんばんたい）は、被災地での災害支援活動に取り組む非営利団体。2011年の東日本大震災をきっかけに、被災地強襲型独立支援団体 四番隊を結成。2022年8月、継続的な支援の必要性ならびに復旧復興作業だけでなく、防災、減災を主として幅広く啓蒙活動を行うため設立された一般社団法人。

## 概要
被災者支援のため、ボランティアを組織し、被災地の自治体、社会福祉協議会およびNPOなどと協力して、それらボランティアによる緊急支援活動および復興支援活動を展開。 また、地震、津波、台風などの自然災害が新たに発生した場合、 ボランティアが火急かつ効果的かつ持続的に被災者を救援、支援できるよう、 災害ボランティアの育成と被災地へのより効果的な派遣システムの確立と普及も目的としている。2024年5月よりJVOAD(全国災害ボランティア支援団体ネットワーク)の正会員として活動している。

## 主な活動実績
被災地強襲型独立支援団体 四番隊
- 2011年3月 東日本大震災(茨城県、福島県、宮城県) - 土砂撤去、家屋復旧、家財搬出運搬
- 2014年1月 北陸豪雪(福井県坂井市) - 除雪
- 2015年9月 関東豪雨(茨城県常総市) - 土砂撤去、家屋復旧、家財搬出運搬
- 2016年4月 熊本地震(熊本県益城町) - 屋根のブルーシート展張、家屋復旧
- 2018年6月 大阪北部地震(大阪府茨木市、高槻市) - 屋根のブルーシート展張
- 2018年7月 西日本豪雨(岡山県倉敷市) - 土砂撤去、家屋解体
- 2019年9月 令和元年房総半島台風(千葉県鋸南町、南房総市、館山市、多古町) - 屋根のブルーシート展張、屋根復旧作業、土砂撤去
- 2021年2月 福島県沖地震(福島県新地町) - 屋根のブルーシート展張、屋根復旧作業
- 2022年3月 福島県沖地震(福島県相馬市、南相馬市、桑折町、宮城県丸森町、山元町) - 屋根のブルーシート展張、屋根復旧作業
- 2022年7月 埼玉県豪雨(埼玉県鳩山町) - 浸水家屋の床下土砂撤去、床下清掃消毒作業

一般社団法人 四番隊
- 2022年8月 豪雨災害(石川県小松市) - 浸水家屋の床下土砂撤去、床下清掃消毒作業、壁面解体
- 2022年9月 豪雨災害(福井県南越前町) - 浸水家屋の床下土砂撤去、床下清掃消毒作業、壁面解体
- 2022年10月～12月 令和4年台風15号豪雨(静岡県静岡市) - 浸水家屋の床下土砂撤去、床下清掃消毒作業、壁面解体
- 2023年2月 令和4年台風15号豪雨(静岡県静岡市) - 浸水家屋の清掃消毒作業、家財搬出運搬
- 2023年3月 丸のこ等取扱い作業従事者教育講習会(静岡県静岡市)
- 2023年6月～10月 令和5年6月大雨災害(茨城県取手市) - 浸水家屋の床下土砂撤去、床下清掃消毒作業、壁面解体
- 2023年10月～12月 豪雨災害(千葉県茂原市) - 浸水家屋の床下土砂撤去、床下清掃消毒作業、壁面解体
- 2024年1月～ 令和6年能登半島地震(石川県輪島市、穴水町、内灘町、七尾市、新潟県新潟市西区) - 緊急支援、床下泥撤去、家屋復旧、家財搬出運搬、壁面解体
- 2024年8月～ 秋田・山形豪雨(山形県酒田市) - ボラセン運営補助、浸水家屋の床下泥撤去、床下清掃作業、壁面解体
- 2024年9月～　奥能登豪雨(石川県輪島市、珠洲市、能登町) - 緊急支援、床下泥撤去、家屋復旧、家財搬出運搬

その他、各種メディアの取材や社会福祉協議会からの要請にて講演会講師、講習会講師を務める。

## 防災・減災への取り組み
- 2022年9月3日〜4日「もしもフェス渋谷2022」(東京都渋谷区)

プルージック体験、アシスト瓦作り、瓦屋根の模型展示など親子で楽しめるボランティア体験ブースを展開。
- 2023年7月2日　「キッズ防災プロジェクト」(千葉県多古町)

災害時、何ができて何ができないのか、子ども達と一緒に考える体験型ワークショップ開催。
- 2023年9月2日〜3日「もしもフェス渋谷2023」(東京都渋谷区)

プルージック体験、瓦屋根の模型展示など親子で楽しめるボランティア体験ブースを展開。
- 2023年9月17日～18日「ぼうさいこくたい2023」(神奈川県横浜市)

プルージック体験、瓦屋根の模型展示など親子で楽しめるボランティア体験ブースを展開。

## SDGsへの取り組み
もしもフェス渋谷2022にて使用したターポリンを被災地支援時の養生等に再利用をするなど、SDGｓにも積極的に取り組んでいる。

## 自治体との連携
- 2023年3月10日　袖ヶ浦市「災害時における応急対策に関する協定」
- 2023年5月9日　多古町社会福祉協議会「災害時における応急対策に関する協定」

## メディア出演
- 2019年12月28日　読売新聞「記者ノート2019 被災支援 日本中で」
- 2019年12月10日　読売新聞「災害ボランティア 高速無料簡素化 県が終了」
- 2020年3月11日　東京新聞「ブルーシート張り専門「四番隊」(千葉県鋸南町)要望拾い 被災者の力に」
- 2020年4月6日　東京新聞「特技生かして復旧加速[3]」
- 2022年９月22日　渋谷クロスFM『SHIBUYA VOICE』ゲスト出演(パーソナリティ萩本舞)
- 2022年10月31日　恵比寿新聞「LOCAL NEWS JAPAN」Presented by 8bitNews「静岡9月の豪雨災害のその後」出演(ジャーナリスト堀潤)
- 2023年3月16日　新千葉新聞「災害時の応急対策協定 緊急支援活動や復興支援活動を行う「四番隊」と締結 袖ヶ浦市が協定結ぶ」
- 2023年6月11日　茨城新聞「茨城・取手の双葉地区　技術系ボランティアが復旧支援　専門技術で壁板撤去や床下洗浄」
- 2024年1月24日　TOKYO MX「堀潤モーニングFLAG」 ボランティア団体のジレンマ
- 2024年5月2日　TOKYO MX「堀潤モーニングFLAG」 能登地震から4カ月復興の課題とは
- 2024年5月2日　J-WAVE「JAM THE PLANET」(堀潤)　能登半島地震から4か月 被災地支援の現状と課題
- 2025年1月20日　山形新聞「大雨被害に負けない　花を生け心を潤す」(山形県酒田市)
- 2025年1月23日　荘内日報「大雨被害で大きく変化した生活環境 孤立予防や交流図るふるさとカフェ[4]」(山形県酒田市)